# Cowanshannock
Cowanshannock è un comune (township) degli Stati Uniti d'America, nella contea di Armstrong nello Stato della Pennsylvania. Secondo il censimento del 2000 la popolazione era di 3.006 abitanti, passati a 2.961 secondo una stima del 2007.

## Società

### Evoluzione demografica
La composizione etnica vede una prevalenza di quella bianca (99,53%), seguita da quella afroamericana (0,10%), secondo dati del 2000.